# Nordiska spelen 1913 (film)
Nordiska spelen 1913 är en svensk dokumentärfilm från 1913 med foto av Adrian Bjurman. Filmen skildrar Nordiska spelen 1913 och premiärvisades den 13 februari samma år på biograferna Victoria i Malmö och Scala i Göteborg.